# Alright (chanson de Janet Jackson)
Pour les articles homonymes, voir Alright.
Singles de Janet Jackson
Escapade
(1990) Come Back to Me
(1990)
Alright est une chanson de Janet Jackson, quatrième single extrait de son quatrième album, Rhythm Nation 1814.

## Informations
Alright contient un sample d'une chanson de Lyn Collins sortie en 1972, Think (About It). La chanson a atteint la quatrième place du Billboard Hot 100, la deuxième du Hot R&B/Hip-Hop Songs, et la première du Hot Dance Club Play. C'est le seul single extrait de Rhythm Nation 1814 qui n'a pas atteint le top 2 du Billboard Hot 100, mais c'est le quatrième single de l'album à être devenu numéro un du classement des titres dance. Cette performance a permis à Janet Jackson de battre un record précédemment détenu par Madonna, qui a depuis battu ce record à nouveau avec 18 numéro 1 consécutifs entre 1998 et 2008. 
Grâce à Alright, Janet Jackson a été nommée aux Grammy Awards de 1991 pour la meilleure performance vocale R&B. Le vinyle sorti au Royaume-Uni contient une version espagnole de Come Back to Me, intitulée Vuelve a Mi. La chanson a été ré-enregistrée avec Heavy D en janvier 1990 pour le clip vidéo.
Janet Jackson a interprété cette chanson lors de chacune de ses tournées.

## Clip vidéo
Le clip vidéo de la chanson, tourné en février 1990, est semblable à une comédie musicale des années 1950. On peut y voir Cyd Charisse, The Nicholas Brothers, et Cab Calloway (dans l'une de ses dernières apparitions à l'écran). La vidéo commence par une séquence où Janet Jackson et deux danseurs se reposent sur un banc. Un facteur leur jette des journaux. Ils se réveillent et lisent la une. Ils y apprennent que Cad Calloway est en ville pour la première de son film, Alright. Ils entreprennent donc d'y assister. Là-bas, Janet Jackson, ses danseurs et les fans de Calloway attendent l'apparition de l'acteur. Janet Jackson s'imagine comme l'une des invitées de Calloway, et elle tombe sur le tapis rouge. Calloway l'aide à se relever en lui prenant la main. Janet Jackson et ses danseurs entrent dans la limousine de Calloway. Ils arrivent au milieu d'une rue où les gens dansent. Janet et ses danseurs montent sur une voiture et Janet réalise qu'elle a perdu sa montre. Ils sont chassés par un camion de nettoyage. Il s'asseyent sur un banc. Tout cela n'est en fait qu'un rêve de trois clochards (Janet et ses danseurs) qui dorment sur ce banc. Cab Calloway arrive et replace la montre de Janet dans sa main. Il s'éloigne et dit : Alright ! Il existe une version longue de ce clip, dans laquelle apparaît le rappeur Heavy D. 
Grâce à ce clip, Janet Jackson a remporté le Soul Train Music Award du meilleur clip R&B/Soul/Rap en 1991.
Lors de l'émission MTV Icon[Quand ?], Usher a rendu hommage à Janet Jackson en reprenant la chorégraphie du clip.
Ce clip est dans le iTunes Store depuis le 24 mai 2007.
Récemment[Quand ?], Chris Brown a rendu hommage à Alright dans son clip Yeah 3x.

## Remixes officiels

### 1990
- 7" R&B Mix featuring Heavy D – 4:53
- 12" R&B Mix featuring Heavy D – 7:53
- 7" House Mix featuring Heavy D – 4:59
- 12" House Mix featuring Heavy D – 8:30
- Hip Hop Mix featuring Heavy D – 7:24
- Hip House Dub – 6:40
- House Mix – 9:10
- House Dub – 5:58

### 1996
- CJ Radio – 3:40
- CJ Extended Mix – 6:32
- Tee's Club Mix – 6:19
- Tee's Beats – 3:24

## Supports
Vinyle international/Micro-disquette Japon/K7
1. "Alright" (7" R&B Mix)
2. "Alright" (7" remix)

Picture-disc édition limitée Royaume-Uni
1. "Alright" (7" House Mix)
2. "Come Back to Me" (Spanish version)

K7 Royaume-Uni
1. "Alright" (House Mix)
2. "Come Back to Me" (Spanish version)

Maxi 45 tours Royaume-Uni
1. "Alright" (Hip Hop Mix)
2. "Alright" (House Mix)

Maxi CD Royaume-Uni
1. "Alright" (House Mix)
2. "Alright" (Hip Hop Mix UK edit)
3. "Alright" (House Mix UK edit)
4. "Come Back to Me" (Spanish version)

Maxi 45 tours international
1. "Alright" (12" R&B Mix) – 7:17
2. "Alright" (7" R&B Mix) – 4:34
3. "Alright" (a cappella) – 3:26
4. "Alright" (12" House Mix) – 8:30
5. "Alright" (Hip House Dub) – 6:40
6. "Alright" (House Dub) – 5:58

MAxi CD Japon
1. "Alright" (7" Remix) – 4:35
2. "Alright" (7" R&B Mix) – 4:54
3. "Alright" (7" House Mix) – 4:23
4. "Alright" (7" House Mix) – 4:59
5. "Alright" (12" R&B Mix) – 7:20
6. "Alright" (12" House Mix) – 8:31
7. "Alright" (House Dub) – 5:58
8. "Alright" (LP version) – 6:28

## Classements
| 1990                                 | Meilleure position |
| ------------------------------------ | ------------------ |
| Belgian Singles Chart (Flandre)      | 29                 |
| Dutch Single Top 100                 | 35                 |
| Canadian Singles Chart               | 7                  |
| German Singles Chart                 | 43                 |
| Irish Singles Chart                  | 14                 |
| New Zealand Singles Chart            | 28                 |
| UK Singles Chart                     | 20                 |
| U.S. Billboard Hot 100               | 4                  |
| U.S. Billboard Hot R&B/Hip-Hop Songs | 2                  |
| U.S. Billboard Hot Dance Club Play   | 1                  |
| Chart 1996                           | Meilleure position |
| Australian Singles Chart             | 100                |